# Affeltrangen

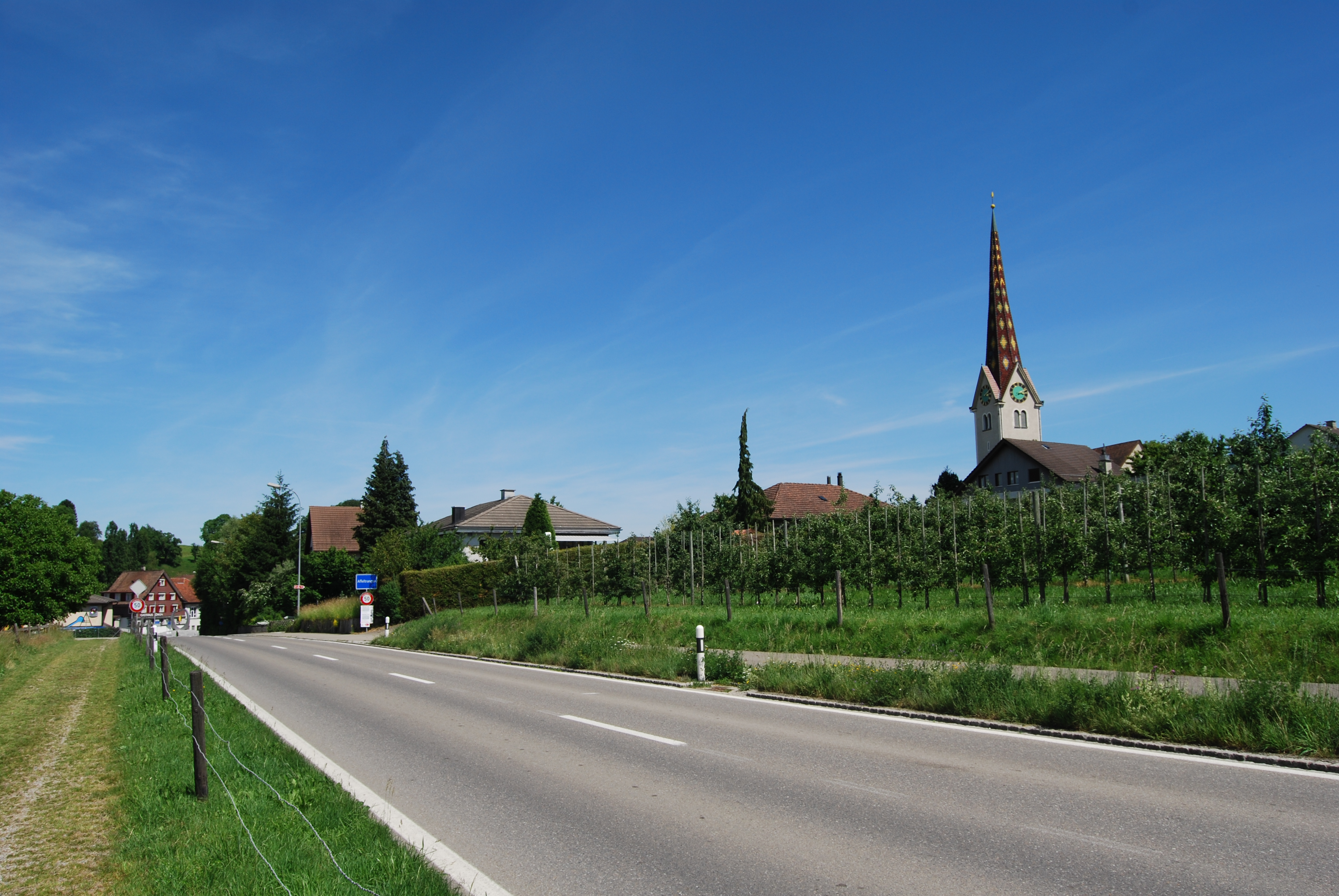
Affeltrangen

Affeltrangen là một đô thị của huyện Münchwilen trong bang Thurgau, Thụy Sĩ.